# Estado de Pohnpei
Pohnpei (hasta 1990 Ponapé, anteriormente Bonabí) es uno de los cuatro estados que constituyen los Estados Federados de Micronesia, que recibe el nombre de su isla principal, una de las Islas Senyavin. En ella se encuentra la capital federal, Palikir. Englobado en el archipiélago de las islas Carolinas.
En español, la denominación es Ponapé; en su lengua ponapeña la denominación oficial es Pohnpei. En inglés, se usan Ponape y Pohnpei.
El territorio del estado de Pohnpei tiene una superficie de 346 km², estando constituido por una isla principal (Pohnpei) y 161 pequeñas islas y atolones. Su altitud máxima (791 m) se encuentra en un picacho remanente de un volcán.

## Historia
La historia precolonial de Pohnpei se divide en tres etapas: Mwehin Kawa o Mwehin Aramas (ca. 1100); Mwehin Sau Deleur (desde ca. 1100 hasta ca. 1628); y Mwehin Nahnmwarki (desde ca. 1628 hasta ca. 1885).
En Pohnpei se encuentran interesantes ruinas de una civilización micronesia, destacando las ruinas de Nan Madol.

### Colonización española

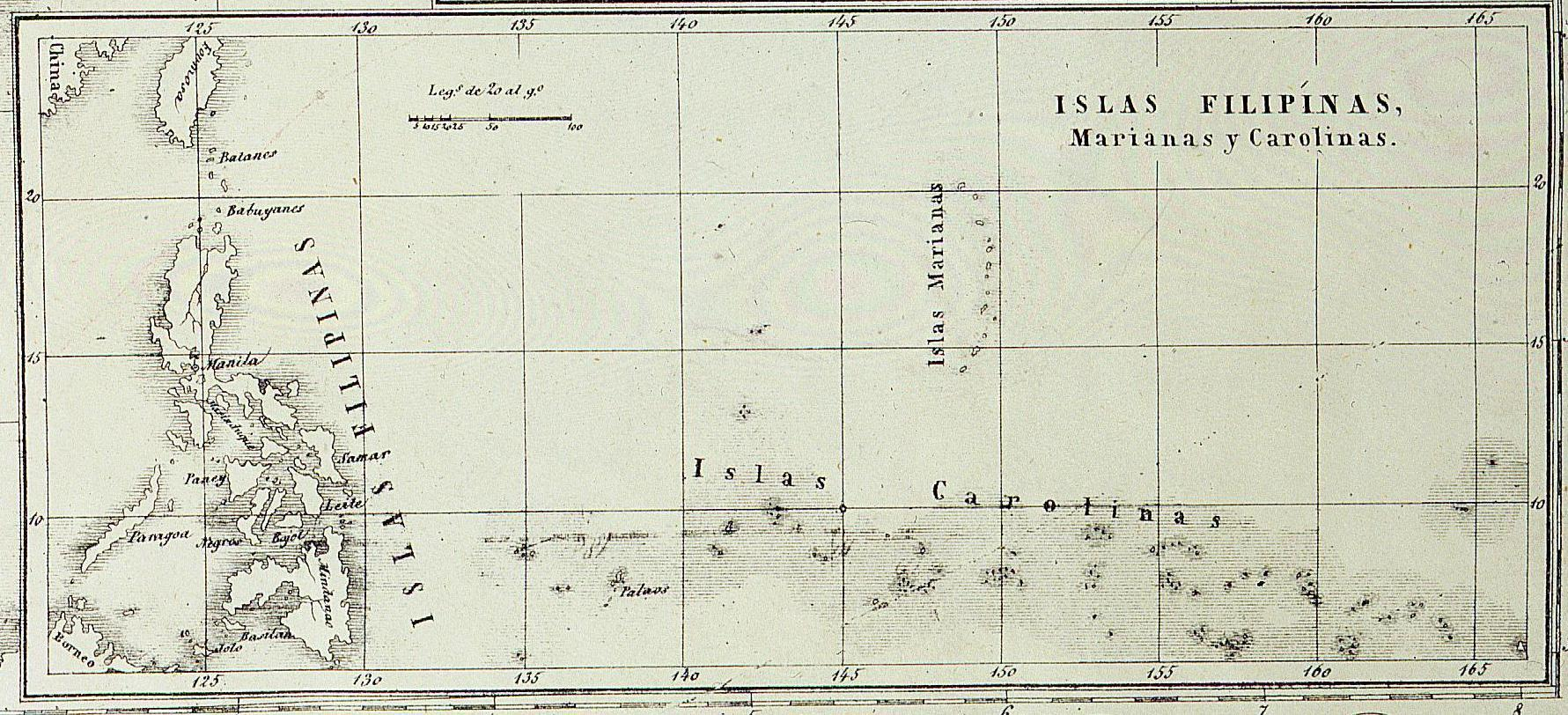
Carta de España de Bachiller con todas sus posesiones de ultramar e islas adyacentes 1858, fragmento

Las islas Carolinas, dentro de las cuales actualmente se engloba la isla de Pohnpei, fueron descubiertas el 22 de agosto de 1526 por el explorador español Toribio Alonso de Salazar. El 1 de enero de 1528 el descubridor Alonso de Saavedra tomó posesión en nombre del Rey de España de las islas de Uluti, siendo visitado el archipiélago en 1542, Islas Matelotes, 1543, 1545 y por Legazpi en 1565. 
El primer visitante europeo de Ponapé fue Pedro Fernández de Quirós, comandando el barco español San Gerónimo. Avistó la isla el 23 de diciembre de 1595; su descripción de la misma es breve y no llegó a desembarcar en ella. La segunda visita europea conocida no se produjo sino hasta mucho después, por el australiano John Henry Rowe, su barco John Bull llegó a la isla el 10 de septiembre de 1825, siendo atacado por los nativos. Pohnpei, junto con las Islas Senyavin, fue definitivamente incluida en las cartas de navegación europeas tras ser avistada por el navegante ruso Fyodor Litke en 1828, más de dos siglos después que el resto de las Islas Carolinas. En esta isla se encontró la principal sede de gobierno de las Carolinas. Los españoles denominaron Ponapé a la isla y establecieron en ella la ciudad de Santiago de la Ascensión, que se convirtió en su primera capital. Como era la sede de la colonia española (compuesta por funcionarios, militares, misioneros y trabajadores filipinos) pasó a conocerse sencillamente como Colonia o Kolonia, adyacente a la capital actual, Palikir. 
En 1885 a instancias del gobierno de España, se organizó en Filipinas, entonces colonia de España, una nueva expedición para proceder a la definitiva ocupación del archipiélago de Las Carolinas, de soberanía española. Se eligió como sede del Gobierno la isla de Ponapé, en la zona oriental del archipiélago, extendido en 2.000.000 de kilómetros cuadrados oceánicos, mediante el triple apoyo Manila-Guaján-Ponapé, que posibilitaba además un eficaz patrullaje de aquella dilatada amplitud de aguas jurisdiccionales. 
Fue nombrado jefe de la expedición el comandante Posadillo, quien arribó a la citada isla a finales de 1885. Instalóse en ella la escasa guarnición y los equipos administrativos. La empresa no era económicamente rentable por «la poca variedad de los productos de exportación, el alejamiento de los mercados, el no poder ocupar más que un reducido número de kilómetros cuadrados y lo costoso de mantener crecido número de destacamentos»; se debía más bien a imperativos de prestigio. Por ello cuando en 1887 se produjo una sublevación de los indígenas, quienes asesinaron a la totalidad de la colonia española, inmediatamente se dispuso la salida de una nueva expedición.
Mandaba las tropas que compusieron la siguiente expedición española, el comandante Díaz Varela. Se incorporó a la misma en calidad de gobernador del archipiélago otro jefe de la Armada, don Luis Cadarso y Rey, que moriría once años más tarde en Cavite, abordando el crucero estadounidense USS Olympia, buque insignia de la flota estadounidense. Se alcanzó Ponapé tras doce días de penosa travesía y se reconstruyó lo que los indígenas habían destruido, encerrándolo en un fortín. Al ver éstos en la isla una importante presencia militar, acataron la autoridad española, aconsejados por un europeo llamado Deoane, que vivía entre ellos, y que tal vez fue el instigador de la anterior rebelión. Mientras duró el dominio español en la isla se sucedieron los períodos pacíficos y las escaramuzas sobre aquel territorio de complicada morfología que dificultaba las operaciones. A las rebeliones con frecuencia se unían indígenas de las islas adyacentes sobre las que no se podía ejercer un control efectivo. A lo largo de esos años las bajas españolas como consecuencia de estos enfrentamientos fueron proporcionalmente numerosas: en uno de ellos, por ejemplo, hubo treinta muertos y cincuenta heridos. Fue con frecuencia necesario aplicar la autoridad con absoluta contundencia. De la época colonial se conservan los restos del Fuerte Alfonso XIII, conocidos como "Spanish Wall".

### Dominio alemán y japonés
Tras la guerra hispano-estadounidense de 1898, Alemania compró la isla a España en 1899; bajo soberanía alemana, la colonia fue nombrada oficialmente Kolonia. Ponapé fue ocupada por Japón durante la Primera Guerra Mundial, tras la cual la Sociedad de Naciones declaró que las Islas Carolinas debían pasar a administración japonesa, como deuda de guerra por la derrota alemana, junto con las islas Marshall y las Islas Marianas (excepto Guam, territorio estadounidense). La soberanía japonesa dura desde 1914 hasta 1945.

### Dominio estadounidense
Durante la Segunda Guerra Mundial la isla fue soslayada en las campañas anfibias estadounidenses entre 1943 y 1945. Las instalaciones militares japonesas fueron bombardeadas en varias ocasiones, incluyendo los bombardeos de los acorazados USS Massachusetts y USS Iowa, así como el ataque aéreo de los aviones del portaaviones ligero USS Cowpens. Al término de la guerra, las Islas Carolinas pasaron a formar parte del Territorio en Fideicomiso de las Islas del Pacífico.
Los Estados Federados de Micronesia obtuvieron la independencia total en 1990. Desde entonces, Pohnpei ha sido un resguardado puerto tropical bajo control indirecto de los Estados Unidos.

## Población y lenguas

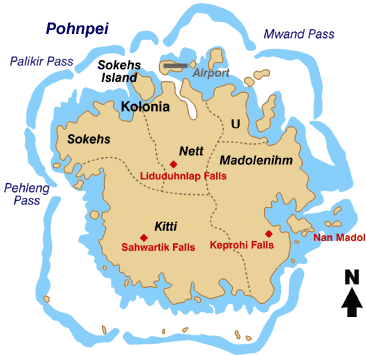
Mapa municipal de Pohnpei.

La población en 2001 era de 49.300 habitantes. El gentilicio español es ponapeño. En el siglo XIX se utilizó el término kanaka.
Al igual que en Filipinas y Marianas, muchos ponapeños tienen nombre (Paulino, Pedro, Teresa...) o apellido (Cantero, Rosario, Rodríguez...) español, sobre todo en el municipio de U.
Su lengua es el ponapeño, lengua micronesia que pertenece a la familia de lenguas austronesias. La lengua ponapeña refleja en su vocabulario la influencia del idioma español, con una treintena de palabras, como los verbos kana (< ganar) y pehrdi (< perder), conceptos que no existían en la lengua originaria. 
Las lenguas de las otras potencias coloniales -alemán, japonés, inglés- también han dejado su influencia en el vocabulario ponapeño.
El inglés es ampliamente hablado, como lengua oficial de los Estados Federados de Micronesia, enseñada en el sistema educativo, de influencia estadounidense. Los inmigrantes procedentes de islas vecinas mantienen también sus respectivas lenguas micronesias.

## Geografía

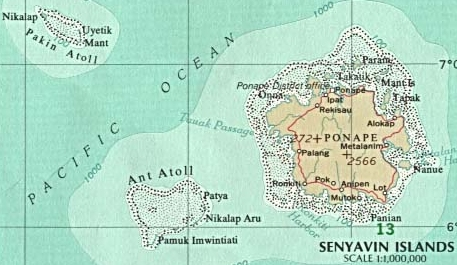
Islas cercanas a Ponapé.

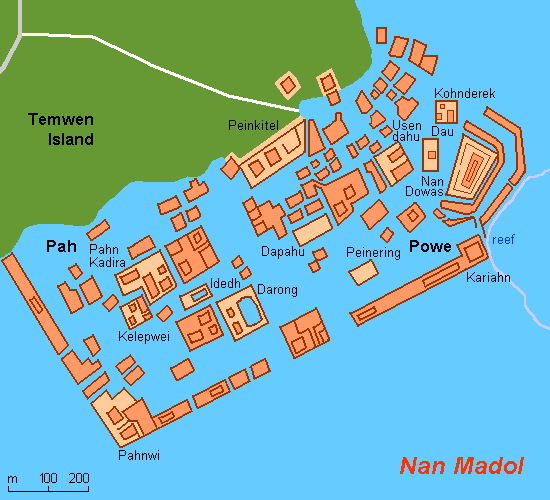
Mapa de Nan Madol en la costa de Ponapé.

El estado de Pohnpei está situado en el Océano Pacífico, cerca del extremo oriental de las Islas Carolinas. Está aproximadamente a mitad de camino entre Honolulu y Manila. La superficie terrestre del estado de Pohnpei es de unos 345 kilómetros cuadrados (133,2 millas cuadradas).
Las islas exteriores de Pohnpei son islas bajas, e incluyen Pingelap, Mokil, Ant, Pakin, Ngatik, Nukuoro, Oroluk y Kapingamarangi; también se incluye el arrecife de Minto, en gran parte sumergido.
Con la excepción de las llanuras costeras, las pendientes de los taludes y los abanicos aluviales, la mayor parte de la isla de Pohnpei, una isla alta, es escabrosamente montañosa, exuberante y verde, con el pico más alto a 791 metros (2.595 pies). Su bosque lluvioso es denso y rico; extensos manglares se alinean en gran parte de la costa baja. La isla es aproximadamente circular en su contorno, su costa de 130 kilómetros (80 millas) rodeada por un arrecife de coral.

### Islas cercanas
- El atolón de Pingelap, ubicado varios cientos de kilómetros al este de Pohnpei aunque perteneciente al estado de Pohnpei, destaca por el alto índice de acromatopsia de sus habitantes. Esta ceguera al color es muy rara, pero aparece a menudo en comunidades con baja variabilidad genética. Pingelap fue descrita en el libro The Island of the Colorblind (La isla de los ciegos al color) por el neurólogo Oliver Sacks.
- Las antiguas islas artificiales de Nan Madol se encuentran cercanas a Pohnpei.
- El atolón Oroluk.
- El atolón Ant.

## Mitos sobre Pohnpei
El hipotético continente de Lemuria, formulado por científicos en el siglo XIX, fue relacionado posteriormente con Pohnpei. Las leyendas surgidas alrededor de Lemuria llevaron a místicos franceses a relacionar estas leyendas con las inusuales ruinas de Nan Madol, explicando la existencia de estas ruinas como lo que restaba emergido de ese hipotético continente tras un cataclismo. Posteriormente, escritores como Lovecraft y August Derleth aprovecharon tales mistificaciones para situar en Pohnpei la puerta de entrada a fantásticas civilizaciones de terribles alienígenas; en los 1960 el ufólogo Erich von Däniken afirmaba que las ruinas de Nan Madol y otras en Pohnpei se debían a la obra de extraterrestres.